# Санта Марија (Кунео)
Санта Марија је насеље у Италији у округу Кунео, региону Пијемонт.
Према процени из 2011. у насељу је живело 170 становника. Насеље се налази на надморској висини од 249 м.